# Pazifische Hurrikansaison 1999
Die Pazifische Hurrikansaison 1999 begann offiziell am 15. Mai im östlichen und am 1. Juni im mittleren Pazifischen Ozean und dauerte bis zum 30. November 1999. Diese Daten grenzen traditionell die Periode im Jahr ab, in der die meisten Tropischen Wirbelstürme im nordöstlichen Pazifik auftreten.
In dieser Hurrikansaison gab es neun benamte Stürme, sechs davon waren Hurrikane, wobei zwei Hurrikane auf der Saffir-Simpson-Hurrikan-Windskala als schwer eingestuft wurden. Während der Saison hat es fünf Tropische Tiefdruckgebiete gegeben, die nicht den Status eines Tropischen Sturms erreichten. Seit im Jahre 1966 die Beobachtungen durch Wettersatelliten begannen, war die Saison 1999 gemeinsam mit der Pazifischen Hurrikansaison 1996 die zweitschwächste Hurrikansaison, die je beobachtet wurde. Die am wenigsten aktive Hurrikansaison war die Pazifische Hurrikansaison 1977 gewesen.
Die wenigen nennenswerten Stürme waren die Hurrikane Adrian, Dora und Greg. Adrian und Greg töteten beide mehrere Personen in Mexiko. Hurrikan Dora war der stärkste Sturm der Saison und recht langlebig. Außerdem überquerte Dora die Datumslinie.

## Stürme

### Hurrikan Adrian
Hurrikan Adrian bildete sich am 18. Juni, 360 km südwestlich der mexikanischen Hafenstadt Acapulco im Bundesstaat Guerrero. Der Sturm wanderte in westnordwestlicher Richtung und wurde am selben Tag zum tropischen Sturm. Am 20. Juni erreichte Adrian den Status eines Hurrikans der Kategorie 2, bevor stärker werdende Windscherungen ihn rasch schwächer werden ließen und die Rückstufung zum tropischen Sturm bewirkten. Am 22. Juni löste sich Adrian auf. Obwohl der Sturm ohne Landfall blieb, brachten die äußeren Regenbänder des Sturmes heftige Regenfälle, die in Mexiko Sturzfluten verursachten. Zwei Personen wurden dadurch getötet und weitere vier kamen auf See ums Leben.

### Hurrikan Beatriz
Der Ursprung von Beatriz war eine tropische Welle, die sich am 26. Juni von Afrika löste. Die Welle bildete sich nicht im atlantischen Becken zu einem tropischen Tief, sondern überquerte am 4. Juli Mittelamerika und am 6. Juli war die Welle südlich des Golfes von Tehuantepec angelangt. Am 9. Juli bildete sich in der Nähe von Lázaro Cárdenas, Michoacán ein tropisches Tief; die tropische Depression wurde noch am selben Tag zu einem tropischen Sturm mit dem Namen Beatriz. Während des 11. Juli erreichte Beatriz auf westnordwestlichem Kurs Hurrikanstärke. Computermodellrechnungen ergaben, dass der Sturm Eyewall-Neubildungen aufwies, bevor der Hurrikan seine höchste Windgeschwindigkeit von 195 km/h erreichte, womit er zum Kategorie-3-Hurrikan wurde. Der Hurrikan geriet aber dann über kühleres Wasser und löste sich am 17. Juli auf. Beatriz hat kein Land bedroht und so gibt es keine Berichte über Sachschäden und Todesopfer.

### Tropisches Tiefdruckgebiet Drei-E
Das System bildete sich vor der Küste Mexikos.

### Tropisches Tiefdruckgebiet Vier-E
Das System kreuzte in der Zentralpazifik.

### Tropischer Sturm Calvin
Wie zuvor Hurrikan Beatriz bildete sich auch Calvin aus einer tropischen Welle mit Ursprung an der Küste von Westafrika. Calvin bildete sich am 25. Juli als tropisches Tief in der Nähe von Cabo San Lucas, Baja California Sur. Das ärmlich organisierte System erreichte kurz die Stärke eines tropischen Sturmes, bevor es durch Windscherungen auseinandergerissen wurde. Da der Sturm ausschließlich über das offene Meer zog, gab es keine Todesopfer oder Sachschäden zu vermelden.

### Tropisches Tiefdruckgebiet Sechs-E
Das sechste tropische Tiefdruckgebiet war ein kurzlebiges System, das sich nicht weiter intensivieren konnte.

### Hurrikan Dora
→ Hauptartikel: Hurrikan Dora (1999)
Hurrikan Dora war der stärkste Sturm der Saison und erreichte eine Intensität der Kategorie 4 und war der erste Sturm nach fünf Jahren, der in allen drei tropischen Wirbelsturmregionen im nördlichen Pazifischen Ozean existierte.
Auch dieses System entstand aus einer von Afrika herüberdriftenden tropischen Welle, die den Atlantik ohne Entwicklung überquerte. Nachdem die Welle am 4. August über Mittelamerika hinweg gezogen war, begann die rasche Entwicklung des Systems, das am 6. August zum tropischen Tiefdruckgebiet Sieben-E wurde und etwas später an dem Tag zum tropischen Sturm Dora. Dora setzte die Intensivierung trotz Windscherungen in der Höhe fort und wurde am 8. August zum Hurrikan. Kurz darauf geriet Dora auf einem westlichen Kurs in eine etwas günstigere Umgebung und intensivierte sich rascher. Am 10. August wurde Dora zu einem Hurrikan der Kategorie 4 und hielt diese Stärke für drei Tage, während denen das System fast genau nach Westen zog. Als Dora am 14. August in den Verantwortungsbereich des Central Pacific Hurricane Center gelangte, schwächte sich das System auf Kategorie 1 ab, gewann aber erneut den Status eines schweren Hurrikans, als es am 16. August südlich an Hawaii vorbeizog. Dora begann dann, sich endgültig abzuschwächen, als es am 18. August das Johnston-Atoll südlich passierte und am 20. August die Datumslinie überquerte. Kurz darauf erfolgt die Abschwächung zum tropischen Sturm.
Dora verursachte schweren Wellengang an der Küste von Hawaii und innerhalb des Johnston-Atolls, aber durch den Hurrikan selbst wurde kein Land direkt betroffen, und es wurden keine Verluste an Menschenleben gemeldet.

### Hurrikan Eugene
Wie bereits die vorherigen Stürme bildete sich auch Hurrikan Eugene aus einer tropischen Welle von der afrikanischen Küste, die am 28. Juli Mittelamerika überquerte und für einige Tage im östlichen Pazifischen Ozean in der Nähe des 120. westlichen Längengrades herumdümpelte. Am 6. August wurde das System 1370 km von der mexikanischen Küste entfernt zu einem tropischen Tief und kurz später zum tropischen Sturm Eugene aufgestuft. Eine Hochdruckrinne zwang Eugene westwärts und der Sturm wurde am 9. August zu einem Hurrikan der Kategorie 2. Den mittleren Pazifik erreichte Eugene als Hurrikan der Kategorie 1, mit Windgeschwindigkeiten von 135 km/h. Am 13. August schwächte sich Eugene 885 km östlich von Hawaii zum tropischen Tief ab und löste sich zwei Tage später auf, ohne irgendwelche Schäden verursacht zu haben.

### Tropisches Tiefdruckgebiet Neun-E
Dieses kurzlebige System entwickelte sich weit entfernt von Land.

### Tropischer Sturm Fernanda
Fernanda bildete sich am 17. August als tropisches Tiefdruckgebiet. Der Sturm erreichte seinen Höhepunkt am 19. August mit Windgeschwindigkeiten um 95 km/h, bevor er auf kühleres Wasser traf, das den Sturm schwächte. Fernanda zog westwärts und wurde mit Windscherungen konfrontiert, die den Sturm wieder zu einem Tiefdruckgebiet werden ließen. Am 22. August löste sich Fernanda auf, ohne Auswirkungen auf das Festland gehabt zu haben und darum gibt es keinerlei Berichte über Sachschaden oder Tote.

### Hurrikan Greg
Greg bildete sich am 5. September aus einem tropischen Tief. Der sich entwickelnde Sturm wanderte nach Nordwesten, nahe der mexikanischen Küste, bevor das System am 6. September zu einem tropischen Sturm wurde. Am selben Tag erreichte Greg, sich der Halbinsel Niederkalifornien nähernd, Hurrikanstärke. Am 7. September geriet der Sturm in eine Zone mit Windscherungen, die Greg schwächten, sodass er beim Landfall in Baja California Sur nur ein tropischer Sturm war. Als solcher verursachte er allerdings ausgedehnte Überflutungen verursachte, die neun Personen töteten.

### Hurrikan Hilary
Erneut war es eine tropische Welle, die sich am 29. August von der Küste Westafrikas löste und nach Westen über den Atlantik bis in die Karibik wanderte. Immer noch als tropische Welle überquerte das System Mittelamerika, wo es mehr Konvektion sammelte und sich während des 10. und 11. September zu organisieren begann. Satellitenaufnahmen zeigen Zirkulationsbewegungen in niedriger Höhe und tiefe Konvektion, als am 17. September etwa 765 km südsüdöstlich der Südspitze von Niederkalifornien ein tropisches Tiefdruckgebiet entstand. Als das System zum tropischen Sturm wurde, erhielt es den Namen Hilary und wurde damit der achte benamte Sturm der Pazifischen Hurrikansaison 1999. Es wurde mit Windgeschwindigkeiten um 120 km/h am 20. September zum Hurrikan, etwa 320 km südwestlich von Niederkalifornien. Als Hurrikan entwickelte Hilary ein Auge, bevor sich das System am 20. September wieder zu einem tropischen Sturm abschwächte, am selben Tag, an dem es zum Hurrikan geworden war. Hilary löste sich am nächsten in einem Wust von Wolken in niedriger Höhe auf, als es an Niederkalifornien vorbeizog. Es gibt keinen bekannten Bericht über Verletzungen oder Todesfälle aufgrund des Sturmes.

### Tropischer Sturm Irwin
Der letzte Sturm der Pazifischen Hurrikansaison 1999 bildete sich am 8. Oktober. Ein tropisches Tiefdruckgebiet wanderte nach Nordwesten und wurde am selben Tag zum tropischen Sturm Irwin. Irwin kam auf etwa 115 km an die mexikanische Küste heran, bevor er am 10. Oktober durch Scherwinde auseinandergerissen wurde. Irwin löste sich am nächsten Tag etwa 560 km südlich von Cabo San Lucas auf und beendete damit die pazifische Hurrikansaison 1999. Irwin bedroht keine Landgebiete und deswegen gibt es keinerlei berichtete Sachschäden oder Todesfälle zu vermelden.

## Accumulated Cyclone Energy
| 1            | 45,5 | Dora    | 6  | 3,26 | Hilary   |
| 2            | 17,3 | Beatriz | 7  | 2,10 | Fernanda |
| 3            | 14,7 | Eugene  | 8  | 1,16 | Irwin    |
| 4            | 5,81 | Adrian  | 9  | 0,49 | Calvin   |
| 5            | 3,39 | Greg    | 10 |      |          |
| Gesamt: 94,2 |      |         |    |      |          |

Accumulated Cyclone Energy (ACE) ist eine Maßeinheit zur Verdeutlichung, wie aktiv eine Hurrikansaison ist. Sie wird festgestellt, indem man alle sechs Stunden die Windgeschwindigkeiten ermittelt, einzeln quadriert und dann addiert, solange diese die Stärke eines tropischen Sturmes erreichen.
Die ACE dieser Hurrikansaison beträgt 94.2 104kt2. Da der Wert unter 95 104kt2 ist, liegt der ACE-Wert dieser Saison knapp unter dem statistischen Mittelwert für den östlichen Pazifik. Hurrikan Dora ist einer der wenigen pazifischen Hurrikane mit einer ACE oberhalb von 40 104kt2 und hat fast die Hälfte der gesamten ACE der Saison beigetragen. Es wird dabei aber lediglich die ACE von Dora östlich der Datumslinie berücksichtigt, die ACE westlich davon ist Bestandteil der pazifischen Taifunsaison 1999.

## Sturmnamen
Die folgenden Namensliste wurde während der Saison für benamte Stürme verwendet, die sich im östlichen Pazifischen Ozean 1999 bildeten. Von der Liste wurden keine Namen gestrichen, sodass die Liste unverändert während der pazifischen Hurrikansaison 2005 wiederverwendet wurde. Es handelt sich dabei auch um dieselbe Liste, die schon während der pazifischen Hurrikansaison 1993 verwendet wurde. Es wurden keine Sturmnamen der Liste für den mittleren Pazifik verwendet.
Adrian, Beatriz, Calvin, Dora, Eugene, Fernanda, Greg, Hilary, Irwin
Nicht mehr zur Anwendung kamen:
Jova, Kenneth, Lidia, Max, Norma, Otis, Pilar, Ramon, Selma, Todd, Veronica, Wiley, Xina, York, Zelda